# EESL Pervaja Liga 2021
La EESL Pervaja Liga 2021 è la 2ª edizione del campionato di secondo livello di football americano gestito dalla EESL.
I Moscow Spartans 2 sono stati squalificati per aver ripetutamente avuto più prestiti del consentito dalla loro squadra madre, pertanto tutti i loro risultati sono stati trasformati in sconfitte 20-0 a tavolino.

## Squadre partecipanti
| Club                                    | Città                   | Stadio | Sponsor ufficiale | Risultato nella stagione 2020 |
| --------------------------------------- | ----------------------- | ------ | ----------------- | ----------------------------- |
| Cyborgs Obninsk                         | Obninsk                 |        |                   |                               |
| Ekaterinburg Ural Lightnings            | Ekaterinburg            |        |                   |                               |
| Moscow Dragons                          | Mosca                   |        |                   |                               |
| Moscow Spartans 2                       | Mosca                   |        |                   |                               |
| Moscow United                           | Mosca                   |        |                   |                               |
| Podolsk Vityaz                          | Podol'sk                |        |                   |                               |
| Nizhnij Novgorod Raiders 52             | Nižnij Novgorod         |        |                   |                               |
| Novorossiysk Admirals/ Stavropol Stones | Novorossijsk/Stavropol' |        |                   |                               |
| Samara Stormbringers                    | Samara                  |        |                   |                               |
| South Urals Scouts                      | Čeljabinsk              |        |                   |                               |
| Spartak Bryansk                         | Brjansk                 |        |                   |                               |
| Vologda Vikings                         | Vologda                 |        |                   |                               |

## Stagione regolare

### Calendario

#### 1ª giornata
| Kaluga 15 maggio 2021 | Cyborgs Obninsk | 20 – 0 (a tavolino) referto | Moscow Spartans 2 | Arena Annenki |

| Zelenograd 15 maggio 2021 | Moscow Dragons | 13 – 17 (7-0 6-12 0-5 0-0) referto | Vologda Vikings | Stadio del Rugby |

| Čeljabinsk 16 maggio 2021 | South Urals Scouts | 0 – 36 (0-8 0-6 0-14 0-8) referto | Ekaterinburg Ural Lightnings | Stadion SK Lokomotiv |

| Podol'sk 16 maggio 2021, ore 12:00 | Podolsk Vityaz | 32 – 0 (20-0 0-0 6-0 6-0) referto | Spartak Bryansk | Stadion Zenit |

| Korolëv 16 maggio 2021, ore 16:00 | Moscow United | 20 – 27 (6-0 8-7 0-13 6-7) referto | Nizhnij Novgorod Raiders 52 | Stadion Čajka |

#### 2ª giornata
| Nižnij Novgorod 29 maggio 2021 | Nizhnij Novgorod Raiders 52 | 12 – 0 (6-0 0-0 6-0 0-0) referto | Moscow Dragons | Stadion Dinamo |

| Ekaterinburg 29 maggio 2021 | Ekaterinburg Ural Lightnings | 16 – 13 (8-7 8-0 0-0 0-6) referto | Samara Stormbringers | Stadion Lokomotiv |

| Brjansk 29 maggio 2021 | Spartak Bryansk | 20 – 0 (a tavolino) referto | Moscow Spartans 2 | Stadion Spartak |

| Kaluga 30 maggio 2021 | Cyborgs Obninsk | 6 – 37 (0-10 6-27 0-0 0-0) referto | Novorossiysk Admirals/Stavropol Stones | Arena Annenki |

| Vologda 30 maggio 2021, ore 13:00 | Vologda Vikings | 10 – 12 (0-0 10-6 0-6 0-0) referto | Moscow United | Stadion Dinamo |

#### 3ª giornata
| Korolëv 12 giugno 2021, ore 13:00 | Moscow United | 7 – 10 (0-0 7-2 0-6 0-2) referto | Moscow Dragons | Stadion Vympel |

| Nižnij Novgorod 12 giugno 2021, ore 13:00 | Nizhnij Novgorod Raiders 52 | 40 – 6 (0-0 28-0 6-6 6-0) referto | Vologda Vikings | Stadion Dinamo |

| Brjansk 12 giugno 2021, ore 15:00 | Spartak Bryansk | 14 – 0 (6-0 0-0 0-0 8-0) referto | Cyborgs Obninsk | Stadion Spartak |

| Samara 12 giugno 2021, ore 16:00 | Samara Stormbringers | 55 – 0 (14-0 28-0 6-0 7-0) referto | South Urals Scouts | SK Lokomotiv |

| Novorossijsk 12 giugno 2021, ore 16:00 | Novorossiysk Admirals/Stavropol Stones | 45 – 0 (0-0 10-0 14-0 21-0) referto | Podolsk Vityaz | Stadion Strojtel' |

#### 4ª giornata
| Novorossijsk 26 giugno 2021, ore 14:00 | Novorossiysk Admirals/Stavropol Stones | 35 – 7 (7-0 14-7 14-0 0-0) referto | Spartak Bryansk | Stadion Strojtel' |

| Nižnij Novgorod 26 giugno 2021, ore 14:00 | Nizhnij Novgorod Raiders 52 | 13 – 20 (0-7 0-7 0-0 13-6) referto | Moscow United | Stadion Dinamo |

| Podol'sk 27 giugno 2021, ore 12:00 | Podolsk Vityaz | 20 – 0 (a tavolino) referto | Moscow Spartans 2 | Centro di allenamento dello stadio Trud |

| Vologda 27 giugno 2021, ore 13:00 | Vologda Vikings | 38 – 21 (14-0 10-14 7-7 7-0) referto | Moscow Dragons | Stadion Dinamo |

| Ekaterinburg 27 giugno 2021, ore 16:00 | Ekaterinburg Ural Lightnings | 50 – 6 (20-6 12-0 12-0 6-0) referto | South Urals Scouts | Stadion Lokomotiv |

#### 5ª giornata
| Zelenograd 10 luglio 2021, ore 14:30 | Moscow Dragons | 24 – 21 (d.t.s.) (0-0 14-7 7-6 0-8 3-0) referto | Nizhnij Novgorod Raiders 52 | Stadio del Rugby |

| Samara 10 luglio 2021, ore 16:00 | Samara Stormbringers | 14 – 6 (7-0 7-6 0-0 0-0) referto | Ekaterinburg Ural Lightnings | SK Lokomotiv |

| Zelenograd 10 luglio 2021, ore 19:00 | Moscow United | 18 – 0 (6-0 0-0 6-0 6-0) referto | Vologda Vikings | Stadio del Rugby |

| Zelenograd 11 luglio 2021, ore 11:00 | Moscow Spartans 2 | 0 – 20 (a tavolino) referto | Novorossiysk Admirals/Stavropol Stones | Stadio del Rugby |

| Podol'sk 11 luglio 2021, ore 17:00 | Podolsk Vityaz | 14 – 12 (6-0 0-6 8-6 0-0) referto | Cyborgs Obninsk | Stadion Zenit |

#### 6ª giornata
| Čeljabinsk 24 luglio 2021, ore 14:00 YEKT (12:00 MSK) | South Urals Scouts | 0 – 54 (0-18 0-24 0-6 0-6) referto | Samara Stormbringers | SK Lokomotiv |

| Vologda 24 luglio 2021, ore 13:00 | Vologda Vikings | 11 – 30 (3-12 8-6 0-6 0-6) referto | Nizhnij Novgorod Raiders 52 | Stadion Dinamo |

| Zelenograd 25 luglio 2021, ore 17:00 | Moscow Dragons | 22 – 28 (7-0 7-0 0-13 8-15) referto | Moscow United | Stadio del Rugby |

### Classifiche
Le classifiche della regular season sono le seguenti:
- PCT = percentuale di vittorie, G = partite giocate, V = partite vinte, P = partite perse, PF = punti fatti, PS = punti subiti

#### Girone Est
| Pos. | Squadra                     | PCT  | G | V | N | P | PF  | PS  |
| ---- | --------------------------- | ---- | - | - | - | - | --- | --- |
| 1    | Nizhnij Novgorod Raiders 52 | .667 | 6 | 4 | 0 | 2 | 143 | 81  |
| 2    | Moscow United               | .667 | 6 | 4 | 0 | 2 | 105 | 82  |
| 3    | Vologda Vikings             | .333 | 6 | 2 | 0 | 4 | 82  | 134 |
| 4    | Moscow Dragons              | .333 | 6 | 2 | 0 | 4 | 90  | 123 |

#### Girone Ovest
| Pos. | Squadra                                 | PCT   | G | V | N | P | PF  | PS |
| ---- | --------------------------------------- | ----- | - | - | - | - | --- | -- |
| 1    | Novorossiysk Admirals/ Stavropol Stones | 1.000 | 4 | 4 | 0 | 0 | 137 | 13 |
| 2    | Podolsk Vityaz                          | .750  | 4 | 3 | 0 | 1 | 66  | 57 |
| 3    | Spartak Bryansk                         | .500  | 4 | 2 | 0 | 2 | 41  | 67 |
| 4    | Cyborgs Obninsk                         | .250  | 4 | 1 | 0 | 3 | 38  | 65 |
| 5    | Moscow Spartans 2                       | .000  | 4 | 0 | 0 | 4 | 0   | 80 |

#### Girone Urali
| Pos. | Squadra                      | PCT  | G | V | N | P | PF  | PS  |
| ---- | ---------------------------- | ---- | - | - | - | - | --- | --- |
| 1    | Samara Stormbringers         | .750 | 4 | 3 | 0 | 1 | 136 | 22  |
| 2    | Ekaterinburg Ural Lightnings | .750 | 4 | 3 | 0 | 1 | 108 | 33  |
| 3    | South Urals Scouts           | .000 | 4 | 0 | 0 | 4 | 6   | 195 |

## Playoff

### Tabellone
|  | Wild Card | Wild Card      | Wild Card |  |  | Semifinali | Semifinali                              | Semifinali |  |  | II Finale | II Finale            | II Finale |
|  |           |                |           |  |  |            |                                         |            |  |  |           |                      |           |
|  |           |                |           |  |  | 2E         | Moscow United                           | 34         |  |  |           |                      |           |
|  | 2E        | Moscow United  | 35        |  |  | 1E         | Nizhnij Novgorod Raiders 52             | 30         |  |  |           |                      |           |
|  | 2O        | Podolsk Vityaz | 22        |  |  |            |                                         |            |  |  |           | Moscow United        | 13        |
|  |           |                |           |  |  |            |                                         |            |  |  |           | Samara Stormbringers | 26        |
|  |           |                |           |  |  | 1O         | Novorossiysk Admirals/ Stavropol Stones | 12         |  |  |           |                      |           |
|  |           |                |           |  |  | 1U         | Samara Stormbringers                    | 13         |  |  |           |                      |           |

|  | Finale 3º posto |                                         |    |  |
|  |                 |                                         |    |  |
|  | 1E              | Nizhnij Novgorod Raiders 52             | 20 |  |
|  | 1O              | Novorossiysk Admirals/ Stavropol Stones | 17 |  |

### Wild Card
| Zelenograd 8 agosto 2021, ore 19:00 | Moscow United | 35 – 22 (7-0 13-14 6-8 9-0) referto | Podolsk Vityaz | Stadio del Rugby |

### Semifinali
| Zelenograd 4 settembre 2021, ore 11:00 | Moscow United | 34 – 30 (7-6 20-12 0-6 7-6) referto | Nizhnij Novgorod Raiders 52 | Stadio del Rugby |

| Zelenograd 4 settembre 2021, ore 15:00 | Novorossiysk Admirals/Stavropol Stones | 12 – 13 (0-0 12-0 0-0 0-13) referto | Samara Stormbringers | Stadio del Rugby |

### Finale 3º - 4º posto
| Zelenograd 5 settembre 2021, ore 11:00 | Nizhnij Novgorod Raiders 52 | 20 – 17 (0-0 6-0 8-14 6-3) referto | Novorossiysk Admirals/Stavropol Stones | Stadio del Rugby |

### II Finale
| Zelenograd 5 settembre 2021, ore 15:00 | Moscow United | 13 – 26 (0-7 13-7 0-6 0-6) referto | Samara Stormbringers | Stadio del Rugby |

## Verdetti
- Samara Stormbringers Campioni della EESL Pervaja Liga 2021

## Marcatori
Non sono considerati i marcatori degli incontri disputati dai Moscow Spartans 2.
| Giocatore    | Sq.                         | TD rush | TD recv | TD int | TD p.ret | TD k.ret | TD oth | Xp1  | Xp2 | FG  | Saf | Totale |
| ------------ | --------------------------- | ------- | ------- | ------ | -------- | -------- | ------ | ---- | --- | --- | --- | ------ |
| Danilenkov   | Nizhnij Novgorod Raiders 52 | 2+0     | 5+3     | 0+0    | 0+0      | 0+0      | 0+0    | 0+0  | 1+0 | 0+0 | 0+0 | 62     |
| Maksimišin   | Nizhnij Novgorod Raiders 52 | 3+2     | 3+0     | 0+0    | 0+0      | 0+1      | 0+0    | 0+0  | 1+0 | 0+0 | 0+0 | 56     |
| Efimov       | Moscow United               | 0+0     | 5+3     | 0+0    | 0+0      | 0+0      | 0+0    | 0+0  | 0+0 | 0+0 | 0+0 | 48     |
| Obuchov      | Samara Stormbringers        | 2+1     | 0+0     | 0+0    | 0+0      | 0+0      | 1+0    | 10+3 | 1+0 | 0+0 | 0+0 | 39     |
| 2 giocatori  | 36                          |         |         |        |          |          |        |      |     |     |     |        |
| Jakušev      | Podolsk Vityaz              | 1+0     | 2+2     | 0+0    | 0+0      | 0+0      | 0+0    | 0+0  | 0+1 | 0+0 | 0+0 | 32     |
| 2 giocatori  | 30                          |         |         |        |          |          |        |      |     |     |     |        |
| Gureev       | Moscow United               | 0+0     | 3+1     | 0+0    | 0+0      | 0+0      | 0+0    | 2+0  | 1+0 | 0+0 | 0+0 | 28     |
| 4 giocatori  | 24                          |         |         |        |          |          |        |      |     |     |     |        |
| 4 giocatori  | 20                          |         |         |        |          |          |        |      |     |     |     |        |
| 4 giocatori  | 18                          |         |         |        |          |          |        |      |     |     |     |        |
| 3 giocatori  | 16                          |         |         |        |          |          |        |      |     |     |     |        |
| 3 giocatori  | 14                          |         |         |        |          |          |        |      |     |     |     |        |
| 8 giocatori  | 12                          |         |         |        |          |          |        |      |     |     |     |        |
| 2 giocatori  | 11                          |         |         |        |          |          |        |      |     |     |     |        |
| Griščenko    | Moscow Dragons              | 0       | 0       | 0      | 0        | 0        | 0      | 7    | 0   | 1   | 0   | 10     |
| 4 giocatori  | 8                           |         |         |        |          |          |        |      |     |     |     |        |
| Vilisov      | Spartak Bryansk             | 0       | 1       | 0      | 0        | 0        | 0      | 1    | 0   | 0   | 0   | 7      |
| 30 giocatori | 6                           |         |         |        |          |          |        |      |     |     |     |        |
| Team         | Moscow Dragons              | 0       | 0       | 0      | 0        | 0        | 0      | 0    | 0   | 0   | 2   | 4      |
| 4 giocatori  | 2                           |         |         |        |          |          |        |      |     |     |     |        |

- Miglior marcatore della stagione regolare: Danilenkov ( Nizhnij Novgorod Raiders 52), 44
- Miglior marcatore dei playoff: Šerstjankin ( Novorossiysk Admirals/ Stavropol Stones), 20
- Miglior marcatore della stagione: Danilenkov ( Nizhnij Novgorod Raiders 52), 62